# モール泉

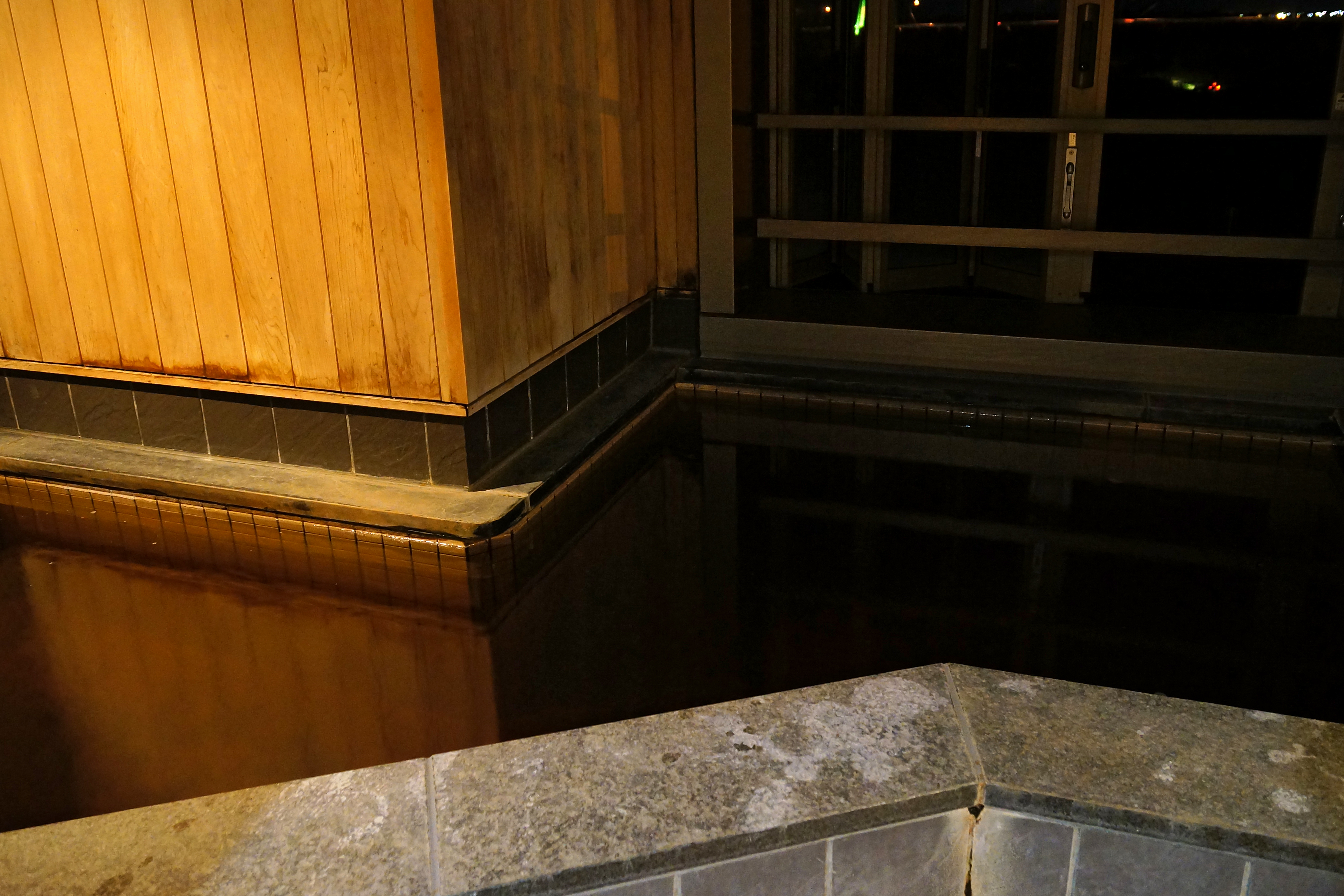
十勝川温泉のモール温泉

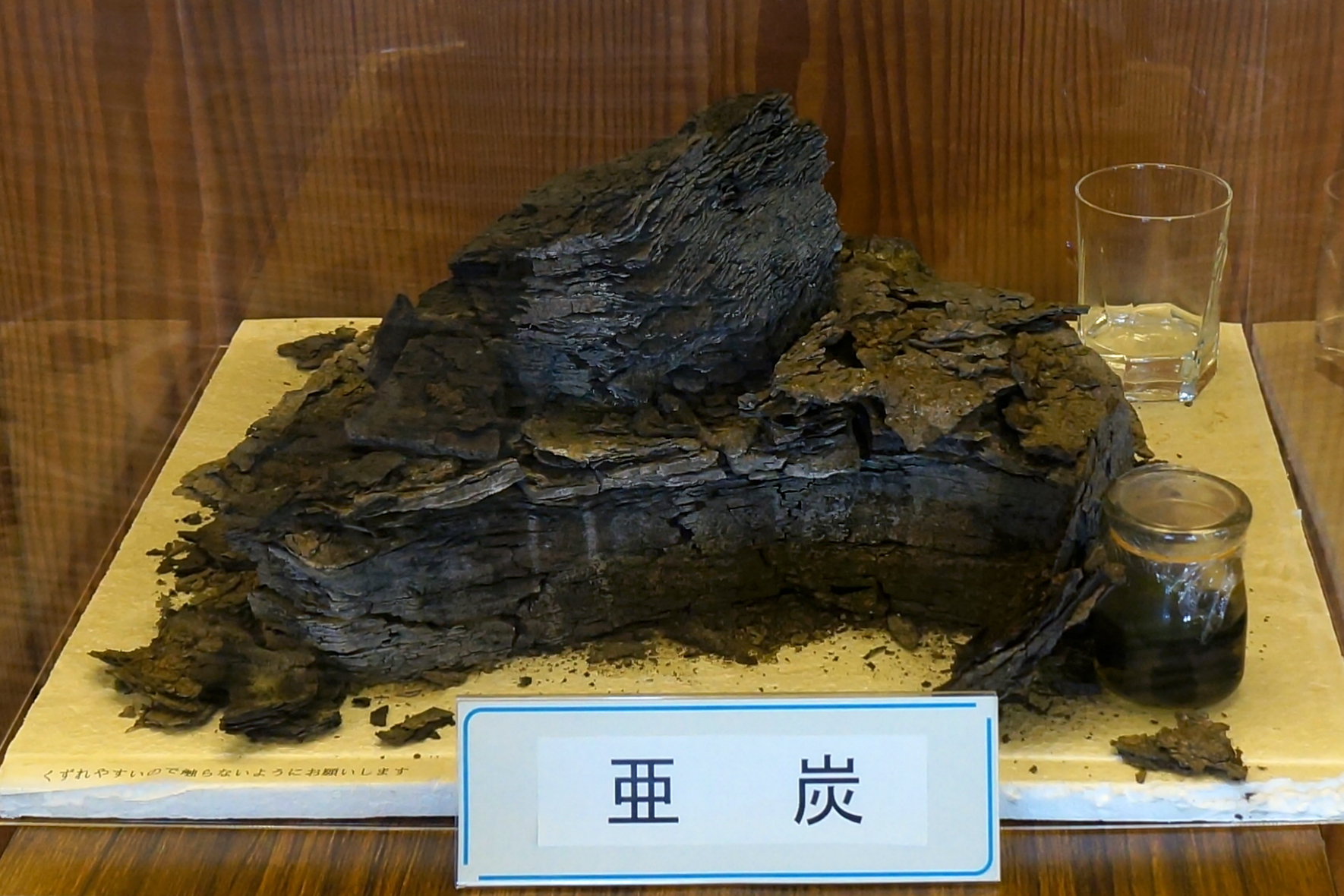
亜炭

モール泉（モールせん）とは、泥炭層を通して湧出するフミン酸やフルボ酸といった透明で褐色を帯びた腐植物質を含む温泉。モール温泉またはモール系温泉ともいう。

## 概要
モールはドイツ語で泥炭を意味するMoorに由来している。堆積平野などから湧出する非火山性の温泉には、泥炭層などを通過して湧出することで鉱物成分よりも植物成分が多く、フミン酸やフルボ酸などの腐植物質によって褐色の湯が湧き出るものがあり、これをモール泉（モール温泉、モール系温泉）という。
モール泉が湧き出る代表的な場所として、ドイツ連邦共和国のバーデン＝バーデンがあり、日本では北海道音更町の十勝川温泉や石狩平野、豊富町、鹿児島県の湧水町などが知られている。
溶存有機物（DOM）であるフミン酸やフルボ酸で構成される腐植物質によって褐色に着色した温泉を「褐色温泉」という。褐色温泉には「モール系温泉」（モール泉）あるいは「黒湯」と呼ばれるものがあり、地域によって、北海道などでは「モール系温泉」、関東地方などでは「黒湯」と呼ばれている。ただ名称だけでなく成分についても、神奈川県横浜・川崎地域の黒湯と北海道のモール系温泉を比較すると、黒湯のほうがC/N比が低くC/P比が高いという報告がある。
日本の温泉法の療養泉の定義には腐植物質に関係する項目がなく、これに対応する区分は設けられていないが、環境省の鉱泉分析法指針には「フミン酸（腐植質）」の項目がある。なお、療養泉の分類上では単純温泉や塩化物泉、炭酸水素塩泉などとなっており、効能などはそれぞれに準じる。
なお、北欧諸国やロシアでは泥炭を微粉末にして浴用とすることがある。

## 代表的なモール泉
- バーデン＝バーデン[2]
- 西那須野温泉(杜の湯)
- 十勝川温泉 - 北海道遺産に選定されている[6]。
- 愛媛県八幡浜市[7]。中国・四国地方初のモール泉。
- りんご温泉 - 山形県西村山郡朝日町
- つるまる（鶴丸）温泉 - 鹿児島県姶良郡湧水町